# Eupithecia carpophagata
Euphithecia carpophagata es una especie de polilla de la familia Geometridae. La especie fue descrita por primera vez por Otto Staudinger habiendo sido descrita en 1871, con distribución en Europa. El holotipo de la especie fue descrita en España mientras que un sintipo de la especie fue descrita en el Monte Baldo a aproximadamente 1800 a 2000 metros (5905,5 a 6561,7 pies) de altitud. Cuenta con tres subespecies: Eupithecia carpophagata carpophagata, Eupithecia carpophagata benacaria (Dannehl, 1933) y Eupithecia carpophagata cassandrata (Milliere, 1874).

## Descripción
Es una polilla mediana con una envergadura de 20 milímetros (0,8 plg). Las orugas se alimentan de especies de Silene, incluidas Silene cordifolia, Silene saxifraga y Silene rupestris. Las larvas se pueden encontrar desde finales de junio hasta septiembre. La especie pasa el invierno en la etapa de pupa.

## Distribución
E. carpophagata se encuentra distribuido en los Alpes, el Macizo Central de Francia, los Apeninos y la península balcánica.